# 阿拉斯加州议会
阿拉斯加州议会（英語：Alaska State Legislature）是美国阿拉斯加州的立法机关，为兩院制，包含下院阿拉斯加众议院与上院阿拉斯加州参议院。众议院包含40名议员，参议院包含20名议员。阿拉斯加州议会议员人数是美国两院制州议会人数最少的一个，同时也是所有州议会中人数第二少的。